# Howtobasic
Howtobasic är en australiensk YouTube-kanal med över 15 miljoner prenumeranter som blev populär mellan 2012 och 2013. Personen som är med i videorna pratar inte och visar inte sitt ansikte, och förblir därför anonym. 
Kanalen uppnådde 10 miljoner prenumeranter i december 30, det högsta antalet prenumeranter av någon Australiensk YouTube-personlighet.